# 平和通買物公園

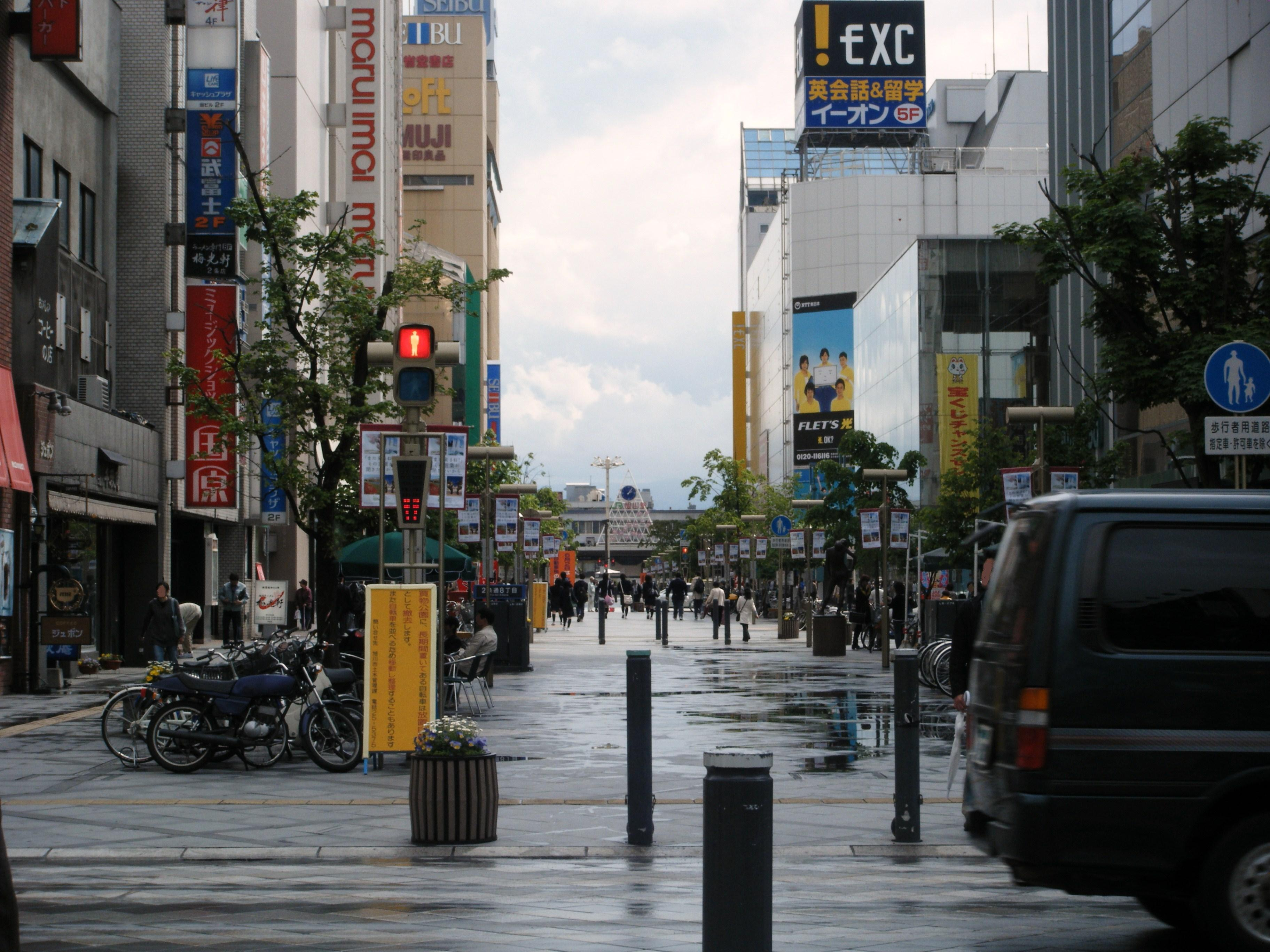
昼の買物公園（北側から南向き、2008年5月撮影）

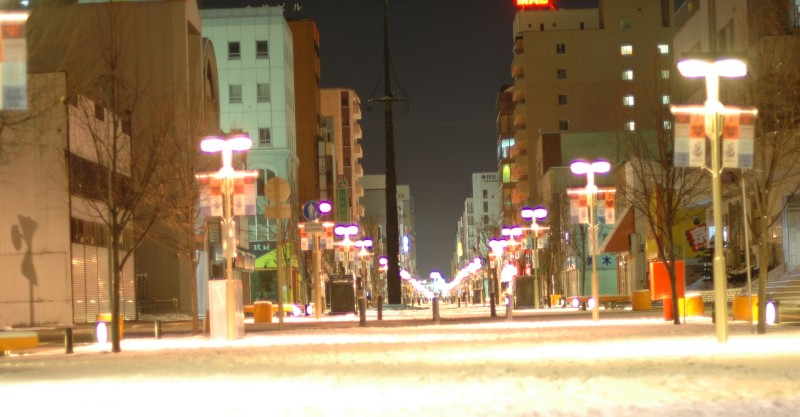
夜の買物公園（8条通りから駅側に2005年12月撮影）

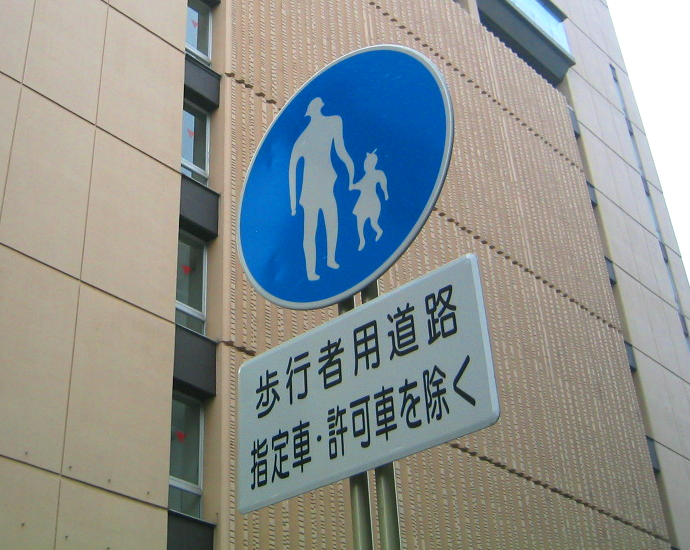
買物公園交通標識（2008年7月撮影）

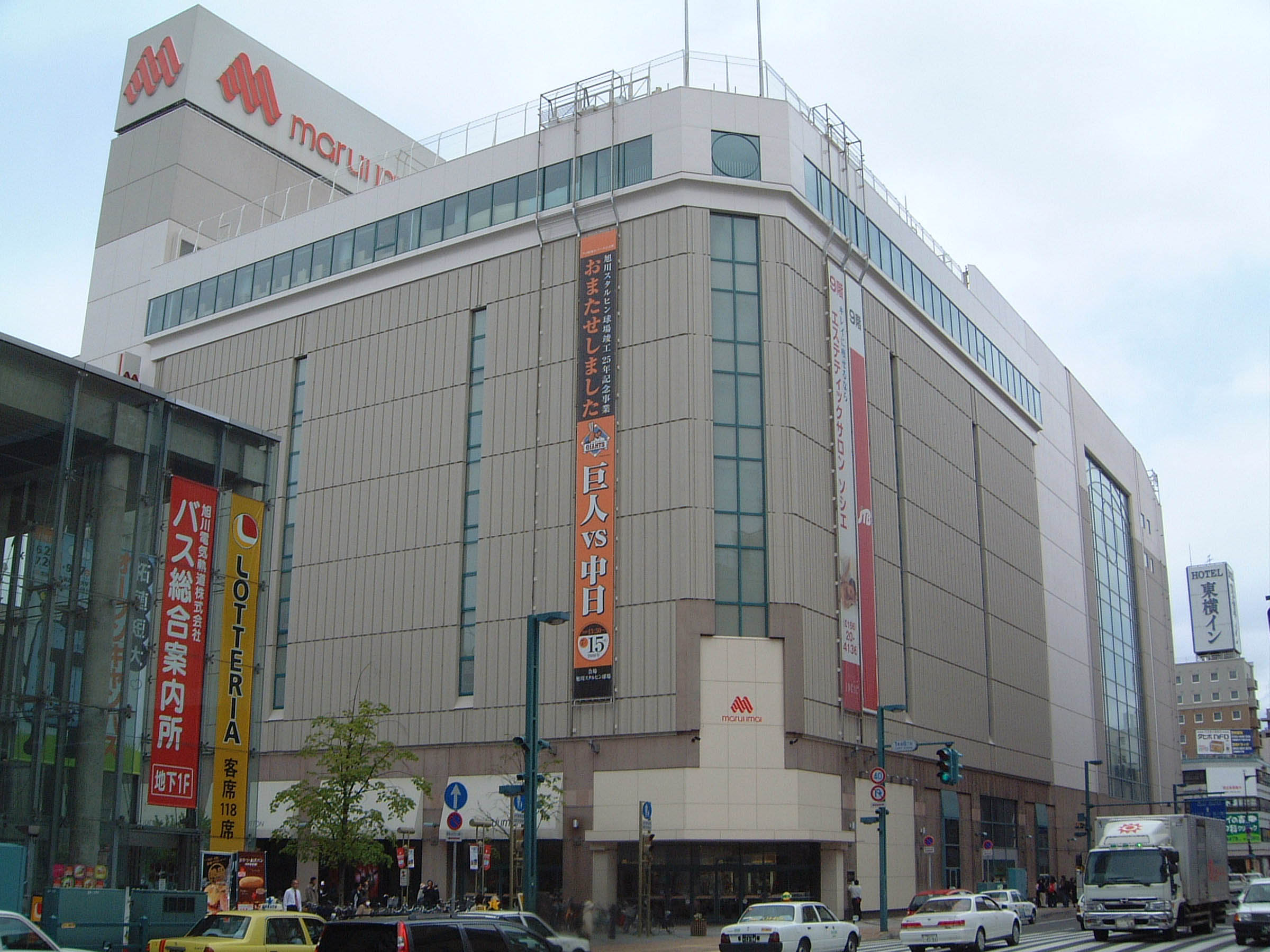
かつて存在した丸井今井旭川店（2008年5月撮影）

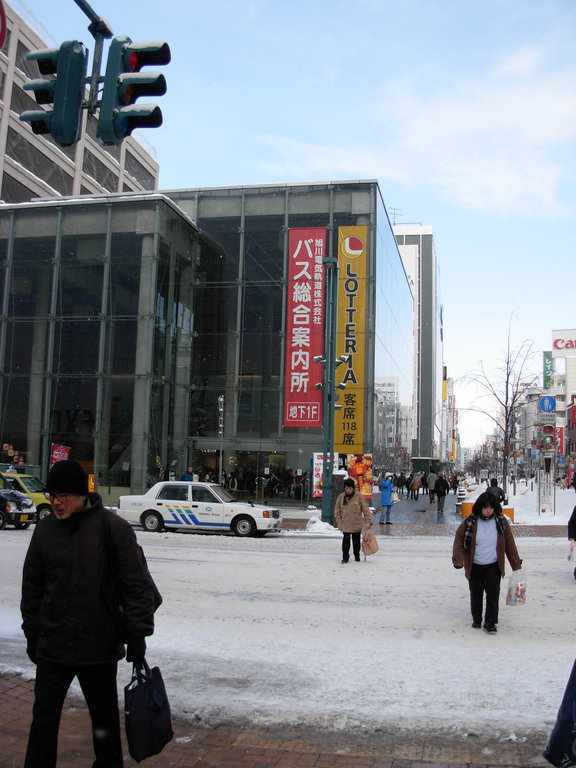
A.s.hビル。1階にロッテリアやコメダ珈琲店などが入居している。

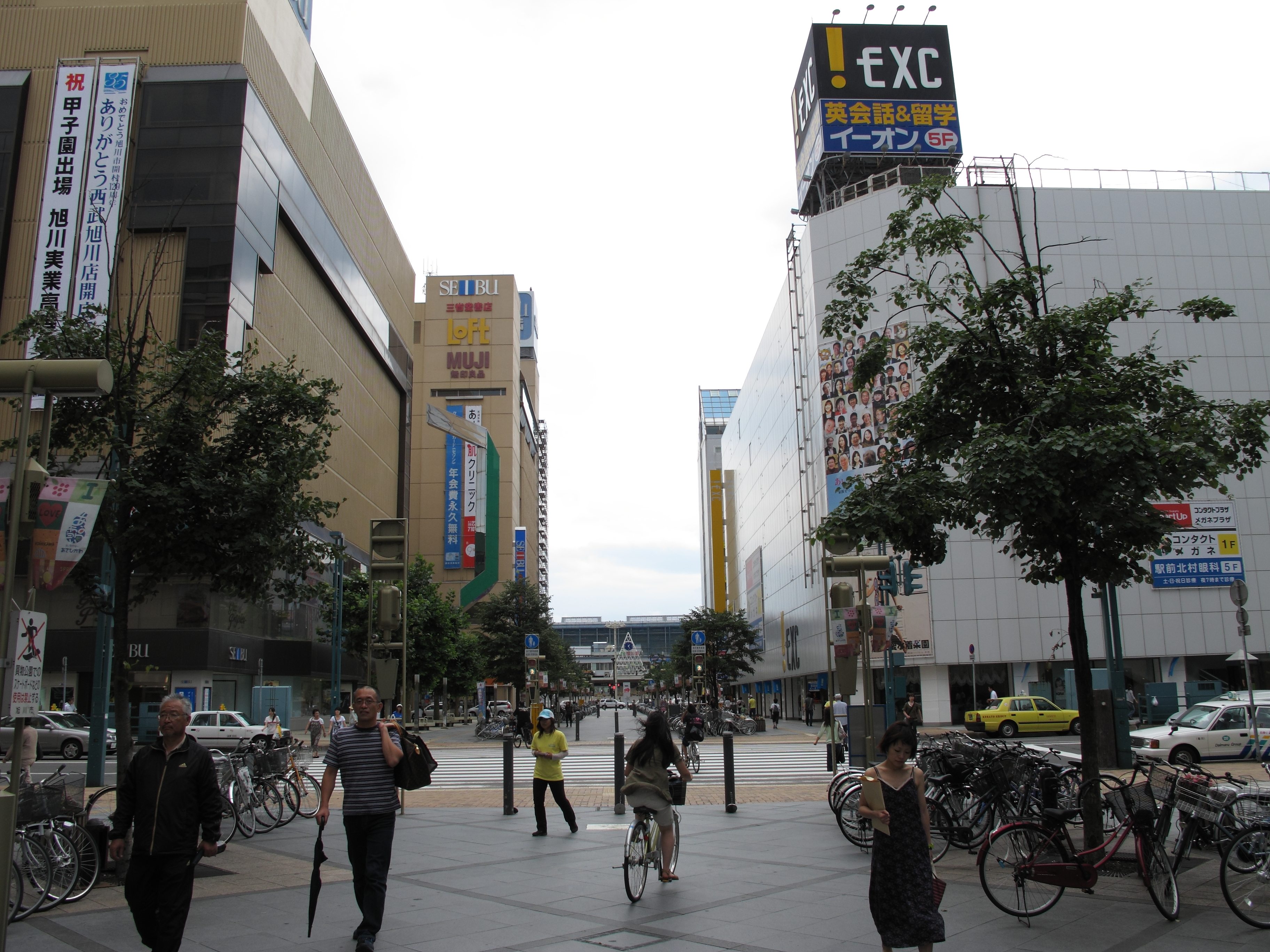
2010年（平成22年）7月の写真。左がかつて存在した西武旭川店。右がかつて存在した!EXCビル。

平和通買物公園（へいわどおりかいものこうえん）は、北海道旭川市のJR北海道・旭川駅前から8条通に至るまでの約1キロメートル（km）に渡る歩行者天国である。一般的には「買物公園」と呼ばれることが多い。

## 概要
JR北海道・旭川駅前から8条通まで、道路幅員：20メートル（m）、長さ1 kmにわたる歩行者天国として解放された通りで、1972年（昭和47年）6月1日に日本初の恒久的歩行者天国として開設されたことで知られる。旭川市の商業の中心として多くの客を集めている他、毎年2月には旭川冬まつりの会場の一つとして「国際氷彫刻コンテスト」等を実施している。毎年8月には旭川夏まつりにおける市民舞踊パレード・大雪連合神輿連行等の会場として、9月には北海道最大級の秋のグルメイベント・食べマルシェの主会場としても活用されている。旧旭川偕行社（国指定の重要文化財）や旭橋（北海道遺産）などとともに、旭川八景の一つでもある。
歩行者天国となる以前は、「平和通」とよばれる交通量が多い幹線道路であったが、自動車を締め出して歩行者専用の道路にしたことから、当時は大きな反響を呼んだ。東京の代表的な繁華街で知られる銀座・浅草・新宿・池袋で1970年に日本で初めて実施されたとされる歩行者天国よりも以前に、1969年に12日間だけ道路（当時の国道40号）から自動車を締め出して歩行者の通行を優先するという社会実験を実施している。社会実験後は、国道・道道であった道路は旭川市へ移管されて買物公園として整備されて、旭川市街地への買物や観光客向けに開放されたあと、2000年代初めにリニューアル化工事が実施されて今に至る。近年は、モータリゼーションによる大型郊外店の進出に伴い、旭川市街地中心商店街としての空洞化が問題視されるようになり、中心市街地活性化の取り組みも行われている。

## 「師団通」から「平和通」に

### 旭川に第七師団設置〜「師団通」として発展
1898年、旭川に待望の鉄道が開通した。北海道官設鉄道上川線が旭川まで延伸開業され、北海道の海の玄関であった小樽港（小樽市）と鉄路で結ばれた。
また、1894年に勃発した日清戦争後の国策（軍備拡張）により、陸軍第七師団が鷹栖村字近文（現：旭川市近文）に拡張・移転されることになり、各連隊の移駐は1900年から順次開始された。そのような経過から、旭川駅前から旭橋を経由して陸軍第七師団まで通じる道路は、自然発生的に「師団通」（もしくは「師団道路」）と呼ばれるようになった。
鉄道開通と第七師団設置により、旭川の人口は1900年以降急速に増加しはじめると、師団通における人馬往来も多くなり、商店等が多数立地して、旭川一のメインストリートに成長した。1906年には師団通にて上川馬車鉄道が開通。1919年まで運行され、人馬往来を支えた。1917年、旭川に最初の自動車が登場。1921年、旭川駅前から第七師団司令部前間に乗合自動車の運行が始まった。乗合自動車は翌年、赤字で廃業したが、1924年から本格的な乗合自動車の営業が市内で開始された。このような車社会の到来を受け、1925年〜1926年に師団通の宮下〜4条通が舗装化された。1929年にはスズラン型の街灯が「師団通」の3〜4条通を皮切りに設置され、師団通の夜を明るく照らし出す名物となった。

### 終戦に伴う改称〜「師団通」から「平和通」に
第二次世界大戦の終戦（1945年8月15日）に伴い、第七師団は解体された。「師団通」の名称は、終戦直後の1945年10月に、平和への新たな願いを込め「平和通」と改められた。この「平和通」は戦後も旭川一のメインストリートとして発展し続けた。

## 平和通の恒久的な歩行者天国化が検討された背景

### 交通戦争〜歩行者をいかに自動車から守るか
戦後の高度経済成長とともに自動車が普及すると、1960年代以降に全国的に交通事故が多発するようになる。交通戦争と呼ばれる程に大きな社会問題となり、1970年には全国の交通事故死亡者数がピークに達した。この交通戦争の影響は旭川でも大きく、旭川一の商店街であり主要幹線道路（国道・道道）でもあった平和通においても、1日あたりの自動車交通量が1万台を超え、交通事故発生が懸念されるようになっていた。そのため、歩行者・買物客の安全確保が都市交通・街づくりにおける重要テーマとなっていた。

### 札幌商圏の脅威
旧国鉄函館本線のうち、小樽〜旭川間の複線電化が1969年10月の全区間完成を目指して順次進められていた。当時は、函館本線は神居古潭地区（旭川市）で石狩川沿の複雑な地形を蛇行して走行する単線路であった。そのため、大雨時に不通となることも多かった。1932年には、貨物列車が崖崩れの直撃を受けて石狩川に転落し、機関士2名が殉職する惨事が発生したこともあった。そのような事情もあり、直線化・トンネル化による複線電化工事が進められていた。
広域都市間交通網の充実は道北住民の悲願であった。複線電化により、それまで2時間以上かかった旭川〜札幌間が1時間45分に短縮されることになっていた。その一方で、北海道内最大の都市である札幌市へのアクセス性が大きく向上することにより、旭川の購買力が札幌商圏にストロー効果で吸い取られてしまうのでないかという大変な危機感もあった。当時、札幌市は冬季オリンピックの開催地として名乗りをあげていたが、1966年4月のIOC総会で正式に1972年2月の札幌オリンピック開催が認められた。そのため、五輪開催に向け地下鉄・地下街整備が進められることとなり、札幌の拠点性がより一層高まりつつあった時代背景であった。

## 歩行者天国（買物公園）化の社会実験〜疑問には実験で答える

### 買物公園構想
1963年に旭川市長に当選した五十嵐広三（後の建設大臣・内閣官房長官）は、平和通の歩行者天国（買物公園）化について具体的に検討を進め、1965年年頭に平和通買物公園構想の立案計画を市政方針で発表した。ヨーロッパのモールのように、ゆったりと買物が楽しめる緑の空間を造りだし、モータリゼーションに対抗して「人間性回復」をアピールすることにより、平和通商店街の繁栄・魅力づくり、旭川のイメージアップに役立たせようとするものだった。
1968年には「旭川市広域商業診断勧告書」が公表された。勧告書の内容は、「旭川の商圏は人口の割に小さい」「平和通商店街に改善意欲が乏しい」「現状のままでは次第に衰退する」と指摘する一方で、「企業努力で容易に商圏拡大が可能である」とも述べられており、旭川市商業の長期ビジョンとして「都市再開発のための買物公園造成による魅力ある街づくり」を図るよう勧告するものであった。このような経過から、商店街にも現状・将来に対する危機意識が生まれ、平和通の歩行者天国（買物公園）化に向けた機運が高まりつつあった。

### 歩行者天国（買物公園）化への不安〜社会実験実施
商店街の一部には、「歩行者天国（買物公園）化で逆に買物客が減少する」「車利用の買物客が来なくなる」といった疑念や不安感が強く、国道・道道である平和通から車両を締め出すことにより、「昭和通（総幅員：27 m）や緑橋通（総幅員：36 m）等の周辺道路が混雑しないか？」といったような懸念も交通関係者にはあった。そこで、歩行者天国（買物公園）化した場合の影響をあらかじめ把握し検証するためにも、「まずは試験的に車両を締め出して歩行者天国（買物公園）をやってみよう」ということになった。

## 社会実験実施に至るまでのエピソード・背景

### 関係官庁の抵抗
道路を歩行者天国（買物公園）化するためには、道路交通法による警察からの「道路使用許可」及び道路法による道路管理者からの「道路占用許可」の2つの「許可」が必要不可欠であったが、一時的な社会実験といえども、前例のない歩行者天国（買物公園）化の社会実験構想に対し、警察側も国道管理者側も強硬に抵抗した。1日に1万6000台以上の自動車交通量がある、総幅員20 mの当時国道40号の幹線道路から車を締め出すなど、当時の常識からして考えられなかったからである。市役所内の消防本部からも歩行者天国化に対し難色が示された。
この局面を打開するため、市・商店街・商工会議所と関係官庁との合同会議が1969年6月23日に開催された。ただ、前例のない提案に対し、関係官庁側は「現行法では認められない」と反対意見を繰り返すばかりであった。その時、商店街の長老が「士農工商というのは現代にも存在するのか」と発言し、関係官庁側をひるませた。長老は「広域商業診断でも買物公園化が勧告されたではないか」「若い芽を摘まないでほしい」とたたみかけ、関係官庁に強く懇願し、その発言を境に流れが大きく変わった。こうしたなか、社会実験の許可が得られるかどうか見込みが不明の状況下で、造園設計・資材発注等は「見切り発車」で密かに行われていた。

### 警察からの道路使用許可
結局、商店街等からの熱心な働きかけもあって、（実験開始4日前の）1969年8月2日に社会実験実施の道路使用許可が北海道旭川方面旭川警察署（現在の北海道旭川方面旭川中央警察署）から出された。これは「旭川夏まつり開催により（歩行者・自動車で）混雑するから（歩行者を保護する）」という理由を名目に、車両通行止めの許可がなされたものである。「他の道路が大渋滞した場合には直ちに社会実験を中止すること」「交通整理員を配置すること」という条件付の許可ではあったが、商店街等からは北海道警察の大英断とたたえられた。
商店街側は当初1ヶ月間の社会実験実施を希望していたが、「お祭りの場合の露店に準じて許可する」との解釈により、実験期間もお祭りに準じた期間で十分として短縮され、結局1969年8月6日（水）から17日（日）までの12日間の許可期間となった。露店扱いで12日間も許可すること自体が、当時としては拡大解釈であったため、まさに警察側の大英断であった。実験期間中、一部交差点に臨時の仮設信号機を立てることになった。これも警察側から得られた支援・協力として見逃せないエピソードとなった。

### 国道管理者の黙認
国道管理者である旭川開発建設部は、道路占用許可を頑として最後まで出さずに「黙認」という形で対応した。道路占用許可申請書は提出されていたが、あえて決裁されずに担当課長の机の上に置かれたままだったのである。当時は市や地元商店街が国に逆らうなど「とんでもない」時代だったのである。ただ、警察が許可を出すなど外堀が埋められていたため、国道管理者としても黙認せざるをえなかったようである。

### 交通事業者との調整
バス会社もタクシー会社も、平和通の車両通行止めに対して周辺での交通混雑を懸念していたが、最終的には同意した。平和通はバス路線でもあり、実験期間中は路線バスを平和通以外の路線に運行させる必要があったが、バス会社との協議の結果、緑橋通にバス停を移転させることで合意した。

### 社会実験当時の道路所管状況
平和通買物公園構想の立案計画がはじめて発表された1965年当時、平和通の全体延長約1 kmのほとんど（1条通から8条通までの約900 m）が国道であった。その後、当時進められていた旭川大橋新設等の国道12号切替え事業に伴い、1968年4月に平和通の1条通から4条通までの約400 mが国（建設省）から北海道に移管されたことにより、国道12号から道道旭川停車場線となった。このため、社会実験が実施された1969年当時、国道として残っていた区間は、平和通の4条通から8条通まで延長約500 mの国道40号である。

## 社会実験実施

### 社会実験の開始
1969年8月6日（水）から17日（日）までの12日間にわたり、車道から一切の自動車を締め出して歩行者天国（買物公園）化する社会実験が実施された。車道に仮設の花壇・噴水・ブランコ・ベンチ・ビーチパラソル・フラワーポット等が配置され、総幅員20 mの幹線道路を歩行者だけに試験的に開放した。当時の関係者は、社会実験を一時的なイベントで終わらせる意向は毛頭無く、恒久的な歩行者天国（買物公園）化」に結びつけるための社会実験として考えていた。そのため、「実験といえども失敗が許されない」「失敗に終われば、歩行者天国（買物公園）化は永遠に葬り去られる」と相当なプレッシャーを抱えながらの実験実施であった。1969年8月6日正午から盛大執り行われた「社会実験」の開園式の席上で、商店街代表は「今回の実験は商店街近代化への第一ステップにすぎない。早く第二のステップを踏み出したい。」と挨拶し、この段階で早くも「恒久的な歩行者天国（買物公園）化」に強い意欲を見せていた。

### 社会実験の結果
この社会実験は成功を収め、実験期間中、普段の数倍の買物客が平和通に訪れ、大盛況となった。周辺道路も、緑橋通等の一部交差点でラッシュ時に信号2回待ち等の渋滞があったが、想定された以上の大きな混乱では無かった。旭川市内の道路網が碁盤目状に整備されていることから、平和通から車が締め出されても周辺道路で十分収容可能ということが判明した。この社会実験の大成功を機に、「恒久的な歩行者天国（買物公園）化」への機運が一気に高まった。

### 社会実験成功に向けた動き
実験期間中、平和通で様々なイベント・アトラクションが連日開催された。これは実験成功に向け関係者が周到に準備していたことを物語っている。これらのイベント・アトラクションは十分すぎるほどの集客効果を果たし、社会実験を成功に導く一因となった。
地元マスコミによる報道も実験期間中の集客に大きな役割を果たした。連日のように新聞紙上等で報道され、イベント・アトラクションの予定時間まで事細かく伝えられたことにより、社会実験が市民の間で大きな話題となり、マスコミが社会実験成功の側面支援を行う結果となった。

### 社会実験に対する辛口の評価
社会実験が大成功したとの余韻が残る中で、「お祭り騒ぎしすぎた」「日常性が無かった」「お祭りとしては成功だが、買物公園としては成功なのか?」との指摘も一部にあった。また、スポンサーを募って実験開催費用の一部を捻出したため、実験期間中は数多くの広告・宣伝が平和通に乱立した。新車展示までもが平和通の道路上で行われた。そのため、「商業主義に走りすぎ」「広告・宣伝は買物公園のイメージを壊す」との指摘もあった。

### 社会実験から見えてきたこと
社会実験期間中に車道の真ん中を歩いて、沿道の建物の貧弱さ・汚さを初めて認識した市民も多かった。普段はアーケード下の歩道しか歩行できないため、建物の老朽化が目立たなかったのである。そのため、社会実験実施は「店舗の近代化・再開発」の必要性を関係者に痛感させる結果ももたらした。また、商店街に数多くの集客を図る以上は現実問題として「駐車場整備が必要」との指摘が多方面からあった。
社会実験期間中の終盤に都市計画専門家の京都大学上田篤助教授（当時）が視察に訪れ、視察直後の記者会見で、上田は「社会実験は一応成功した」と評価し、「今後は本格造成に努めるべき」と提言した。一方で、本格造成する場合には「建物の貧弱さ」「駐車場対策」「雪処理問題」等が課題になるとも指摘し、同時に、「仮設の市がなかったのは残念」とも振り返った。
実験期間中多くの人出で賑わった平和通だったが、8月13日（水）だけは終日雨が降り続き、人出も少なく閑散とした。天候が買物行動に大きな影響を与えることが改めて確認された。

### 社会実験に対する交通事業者の反応
タクシー業界の間では「社会実験期間中に平和通で客待ちできなかった」と大変不評を買った。一方、バス会社は路線バスの遅れなど運行面への影響を強く懸念していたが、社会実験実施による多くの人出でバスの乗客が増える結果となった。

## 恒久的な歩行者天国（買物公園）化〜第一期整備事業

### 路面整備パターン
1969年の社会実験の成功が引き金となって、一気に恒久的な歩行者天国（買物公園）造成への機運が高まり、具体的な整備計画をまとめる動きとなった。
路面の整備パターンについては、京都大学工学部の上田篤助教授（当時）を中心とするグループが取りまとめを行った。路面計画の特徴として、歩行者専用道路としての空間の性格と、市民が楽しく散策・買物・休息し、コミュニケーションが深められる自由な「市民の広場（テラスゾーン）」としての位置づけがなされた。災害時には消防車・救急車等が走行できるように、緊急車道のスペースも確保するよう設計がなされ、緊急車道は緩やかな流線型とした。
この路面整備パターンで最大の特徴は、幅員構成が「左右非対称」であることが挙げられる。12 mあった旧車道の左側・右側のどちらかに「緊急車道」と「テラスゾーン」をそれぞれ配置するとともに、緊急車道を緩やかな流線型とすることにより、歩くにつれて少しずつ目に映る風景が変わるようなデザインとされた。のちに上田は、「『ぶらぶら歩く』『さっさと歩く』『たむろする』『緊急車道』といった4つの異なる行動様式を幅員20 mの中でゾーニングするのに大変苦労して設計した。」と振り返っている。

### ロードヒーティング・ペデストリアンデッキ
ロードヒーティング及びペデストリアンデッキ等の構想についても具体的に検討された。
ロードヒーティングが検討された理由は、旭川が北海道有数の積雪寒冷地であるためである。寒くて雪も多い冬の旭川において、快適な歩行環境を実現するにはロードヒーティングが最も有効な手段として考えられており、上田も「本格造成に向け、雪処理問題が課題」と指摘していた。また、ペデストリアンデッキ（二階歩廊）が検討されたのは、旭川都心部が碁盤目状に区画割され、平和通が約50m間隔で道路と交差していることが背景にあった。ペデストリアンデッキであれば、地上の交差道路に関係なく歩行者が自由に移動可能となることに加え、デッキの真下では、降雨や積雪の心配も不要となり、アーケードに代わるものとして一石二鳥の効果を狙ったものであった。
ただし、ロードヒーティング・ペデストリアンデッキともに造成費用があまりにも多額となることから、この構想は断念され、将来的な検討課題として先送りせざるをえなかった。ロードヒーティングは、その後のリニューアル工事（第二期整備事業）で実現されることとなった。

### 社会実験結果を踏まえた昭和通の対面通行化
1969年の社会実験時に周辺道路の一部交差点で交通渋滞が発生したが、この原因は平和通と平行している昭和通が一方通行規制されていたことに起因していた。そこで、北海道警察旭川署からの強い要請もあり、昭和通の対面通行化を行うこととなり、1971年11月、昭和通（道路幅員27 m）の対面通行化が開始された。

### 国道・道道から市道への移管
平和通が国道・道道のままでは恒久的な歩行者天国（買物公園）化は不可能ということとなり、市道として旭川市に移管することで国・道とも合意した。1970年5月 平和通の全体延長約1 kmのうち約500 m（4条通〜8条通）が国道40号から市道に移管され、1971年5月 平和通の全体延長約1 kmのうち約500 m（旭川駅〜4条通）が道道旭川停車場線から市道に移管された。

### 駐車場対策
集客を図る以上は駐車場対策が避けられないとの指摘が多方面からあり、京都大学助教授の上田も「本格造成に向け、駐車場対策が課題」と指摘していた。このような事情から、平和通周辺を含む都心部を駐車場法に基づく駐車場整備地区として定め、計画的な駐車場整備を図ることになる。1973年に決定され、駐車場整備地区内では、旭川市の条例に基づき一定規模以上の新築・増築に対して駐車場設置が義務付けされた。

### 買物公園造成
1972年3月に道路法に基づく歩行者専用道路として正式に公示され、同年4月から本格的な歩行者天国（買物公園）造成の突貫工事が始まった。路面整備費については、旭川市と商店街がそれぞれ折半したほか、諸団体・金融機関等からの寄付も受けていた。
「平和通買物公園」の愛称は社会実験（1969年）の時点で既に使用されていたが、そのまま「平和通買物公園」との愛称を付けることとなった。買物公園の名にふさわしく、ベンチや街路樹・ブロンズ像・噴水・花時計・すべり台・ジャングルジムなどの施設がテラスゾーンに配置された。

## 「平和通買物公園」オープニングセレモニー

### 道路から公園に変身
1972年6月1日にオープニングセレモニーが開催され、日本初の恒久的歩行者天国（買物公園）が誕生した。セレモニー冒頭で、当時の五十嵐広三市長は「平和通は、道路から公園にただ今変身しました！」と高らかに宣言した
五十嵐広三市長は「札幌の地下街は簡単には造り直せない」「でも、旭川の買物公園はいつでも見直しできる」「買物公園は完成したのではなく出発したのだ」「今後、それぞれの時代の人が知恵を絞って見直してほしい」とも発言している。ロードヒーティング及びペデストリアンデッキ等が将来的な検討課題として積み残されていることを念頭に置いた発言だが、約半年前の1971年11月に開業したばかりの札幌地下街を多分に意識した発言としても注目された。平和通の買物公園化の大きな目的が「歩行者のための人間性回復」とともに「札幌商圏に対抗するため」でもあったということを端的に示している。

### 設計者の感想
平和通買物公園の路面整備パターン設計を行った、当時京都大学工学部助教授の上田篤もオープニングセレモニーに招待された。上田は「日本初の恒久的な歩行者天国（買物公園）誕生」という歴史的瞬間を目の当たりにし大変感激した。ただ、原色のベンチ・プラスチック製の遊具施設等が雑然と配置されているのを見つけると、上田は大変残念がっていた。後に、「大売出し調のデザインだった」「オモチャ箱をひっくり返したようだ」「日本の商店街の景観は子供向き」と振り返っている。

## 残された検討課題

### 沿道商店の近代化・再開発
恒久的歩行者天国（買物公園）化の目的は、モータリゼーションに対抗して人間性回復をアピールするとともに、平和通商店街の繁栄・魅力づくりを図ることであったが、当時の沿道商店は老朽化により汚くて貧弱なものが多かった。買物公園化の効果を最大限発揮させるためにも、沿道商店の近代化・再開発により「魅力ある商店街づくり」を行うことが緊急の課題となっていた。
恒久的に歩行者天国（買物公園）化された1972年当時は、バリアフリー・ユニバーサルデザインという概念が全国的にも希薄だった。そのため、旧歩道と旧車道の間に存在した縁石を解消せずにそのまま残存させてしまっていた。また、ベンチ・花壇等が設置された休息空間（テラスゾーン）については、旧車道上にわざわざ縁石で囲った上で設置していた。そのため、せっかく歩行者天国になったのに「縁石による段差で歩行性が悪い」「旧歩道・旧車道が分断されたままの印象」「一体感が無い」などの不満が市民から噴出し、「段差解消」を求める声がその後しばらくの間くすぶり続けることとなった。
また、旧歩道は高質舗装化されずに古いアスファルト舗装のままであったため、老朽化した店舗とともに景観的に「何となく貧乏くさい」印象はぬぐえなかった。
ロードヒーティングについては、前述のとおり将来的な課題として先送りされ、

ペデストリアンデッキの設置も同様の課題として先送りされたが、買物公園化の翌年（1973年）に発生した第一次オイルショックが大きく影響し、一気にトーンダウンし、結局は自然消滅した。ただ、平和通は約50 m間隔で道路と交差しており、自動車に注意しながら交差道路を横断する必要があったため、その後も「立体化」を求める声は水面下でくすぶり続けた。そして、後年のリニューアル工事（第二期整備事業）直前になって、立体化に関する議論が「地下通路化」に形を変えて再燃することになる。
ただ、買物公園に面する一部のビルではペデストリアンデッキを前提にビル建築されたところもあり、3条通のヨシタケパークビル（現在FMりべーるが入居）などはその名残として2階部分に出入口のドアが存在する（パークビルのドアはトマソンの一つとして取り上げられたこともある）。

### 後年のリニューアル工事で実現できたもの、できなかったもの
段差解消、景観向上、ロードヒーティング等の課題は、後年の1998年度〜2002年度のリニューアル工事（第二期整備事業）で実現されることとなる。沿道商店の近代化についても、後年のリニューアル工事（第二期整備事業）に併せて、多くの店舗で「外装改築（ファサード整備）」が実施されることになった。ただし、ペデストリアンデッキによる立体化については、リニューアル工事（第二期整備事業）でも結局は実現されなかった。

## 恒久的な歩行者天国（買物公園）化後の「平和通買物公園」

### 相次ぐ大店舗出店〜拠点性向上
1972年の「恒久的歩行者天国（買物公園）化」後に、平和通買物公園沿道ではデパート等の新築・増築が相次いだ。平和通の検討課題となっていた「近代化・再開発」について、部分的ながら早くも実現し、北北海道における商業中枢としての拠点性が高まった。札幌商圏に対抗する意味でも、「恒久的歩行者天国（買物公園）化」の狙いが大きく当たったものと評価された。
- 1975年：旭川西武（現旭川西武B館）開業。
- 1978年：丸井今井旭川店移転新築。
- 1979年：ams（現旭川西武A館）開業。旭川に初めてファーストフード店（ロッテリア）開業。
- 1982年：旭川駅前に旭川エスタ開業[注釈 7]。

これらのデパートは、自店前における段差解消（旧歩道と旧車道の間の縁石解消）や路面高質舗装化（旧歩道の路面タイル舗装）などを自社負担で行ったり、その当時既に老朽化しはじめていた旧歩道上のアーケード（1960年頃設置）も自店前だけ撤去した。この整備効果によって、これらデパートの前だけは段差が無くて歩きやすくなり、景観上も華やかな街並みが形成されることとなった。

### 「南北格差」の発生・拡大
新築・改築を行うことで近代化されたデパートは、主に旭川駅に近いエリアに集中して立地した。一方で、旭川駅から離れているエリアでは近代化・再開発が思うように進まなかったそういった事情もあり、「旭川駅〜4条通（4条以南）」と「4条通〜8条通（4条以北）」とのブロック間で、買物客数等の格差が生じるようになる。この格差は「南北格差」とも呼ばれ、次第にその差が大きくなっていった。

### 忍び寄る郊外店舗
平和通買物公園は、1979年のams（のちの西武旭川店A館）開業により絶頂期を迎えたが、イトーヨーカドー旭川店が1980年に平和通買物公園から約1 kmも離れた地点に開業した。このイトーヨーカドー開業は、平和通以外では旭川初の大型店舗といえる規模のもので、この後、市内各地に郊外型大型店舗が相次いで立地することになった。

## リニューアル工事（第二期整備事業）に向けた動き

### リニューアル工事までの流れ
1972年の買物公園化から約15年を経た時点で、路面・花壇・遊具・噴水等の老朽化が次第に目立つようになってきた。また、郊外型店舗出店により中心商業地としての求心力が低下しはじめたこともあって、近代化・活性化に向けた新たな対応が迫られるようになった。
- 1986年：地元商店街を中心に「平和通リフレッシュ委員会」が設立され、活性化に向けた機運が高まった。[44]
- 1989年：旧歩道上には雨・雪をしのぐためにアーケードが設置されていた。（1960年頃設置）しかし、設置から約30年が経過して老朽化が激しく、美観を大きく損ねていた。前述のとおり、建替えに併せてアーケードを撤去する店舗も現れ、次第にアーケードが歯抜け状態になっていた。また、一部のアーケードが実際に倒壊したことも受け、この年にアーケードが全面的に撤去された。

アーケード撤去により、沿道店舗の老朽化・汚さ・貧弱さが一層目立つようになり、店舗を含めたリニューアルの必要性を改めて関係者に認識させた。
- 1990年：市・商工会議所・商店街など官民一体となった「旭川平和通買物公園活性化協議会」が設立。環境整備を主体に協議・検討し、「旭川平和通買物公園活性化基本計画」を策定[44]。
- 1995年：平和通買物公園を都市計画道路（歩行者専用街路）として決定（都市計画道路名：平和通）。既に道路法上では1972年に「歩行者専用道路」として公告されていたが、都市計画法に基づく都市計画道路（歩行者専用街路）としては、この1995年に初めて定められた。
- 1997年：「ふれあいトーク（青空市長室）」にて、市長が商店街・消費者団体など様々な市民と「買物公園」をテーマに意見交換。

1998年度から2002年度 都市計画事業による全面的なリニューアル工事が実施された。

### 車・自転車の通行規制に関する意見
リニューアル工事に至る検討過程で、「一部区間だけでも車・自転車を通行可としては」「その方が活性化するのでは」という意見も一部の商店等から出された。しかし、「人間性回復という当初の理念に反する」「時代の流れに逆行する」「車・自転車を通行可とするデメリットの方が大きい」ということとなり、結局は歩行者専用道路のままでリニューアルを図ることで決着した。

### トランジットモール化の検討
リニューアルに併せて平和通買物公園の道路中心に路面電車を走らせ「トランジットモール化」してはどうかとの提案もあった。買物客・歩行者の歩行補助手段として導入し、活性化の切り札にできないかどうか検討されたものだった。
このような検討が行われた背景には、平和通買物公園の延長が約1 kmなかでも、「4条以南」と「4条以北」とのいわゆる「南北格差」が拡大しているという深刻な事情があった。このため、「4条以北」への移動を路面電車によって補助できないかどうか検討されたが、「採算が成り立たない」「電車運行の安全確保が困難」「電力供給用の架空電線が景観を阻害する」などの理由で不採用となった。

### 立体化（地下通路化）の検討
また、一部区間を地下通路化することも真剣に検討された。このような検討が行われた背景には、平和通買物公園が歩行者専用道路でありながらも、約50 mごとに自動車に注意しながら交差道路を横断しなければならないという実情があったからである。地下通路化されると、「地上の買物客・歩行者が少なくなる」「商店街活性化にならない」との反対意見も一部商店にはあったが、検討の結果、仮に一部区間だけでも地下通路化する場合、その事業費は桁違いに多額となることが判明したため、結局は全区間平面（地上）でのリニューアル工事を行うことで決着した。

## リニューアル工事（第二期整備事業）の概要
1998年度から2002年度に実施されたリニューアル工事の概要については、次のとおり。

### 幅員構成
リニューアル計画案の最も特徴的なことは、幅が20 mある平和通買物公園において、断面構成を大胆に見直したことである。その概要については次のとおりである。
- 店舗に面した左右幅4 mを「歩道」とする。
- 歩道の内側に「施設帯」を左右に3 mずつ設置し、植樹桝や照明灯等を配置。
- 左右どちらかに片寄せ配置していた従前の「テラスゾーン」を廃止。「施設帯」はそれに代わるもの。
- 歩道・施設帯に挟まれた中央の幅6 mを「緊急車道」とし、造形物は何も置かない。
- 「緊急車道」を従前の「緩やかな流線型」から「直線型」に見直す。

リニューアル前の幅員構成は、前述のとおり「左右非対称」の形状であったが、リニューアル計画案では、完全な「左右対称」の幅員構成に見直された。また、従前は、花壇・噴水・花時計・遊具などの造形物が「テラスゾーン」に配置されていたが、リニューアル計画案ではそのような造形物を配置する空間が無くし、その代わりに、広くて開放的な空間が実現することになった。このように幅員構成を見直したのは、フリーマーケットやパレード、オープンカフェなどのイベントを自由自在に開催可能とすることを目的としたためである。しかし、この幅員構成見直しについては、事業期間中に市民の間で大きな論議を巻き起こすことになる。

### ロードヒーティング
道路総幅員20 mのうち、左右両側の歩道（4 m）については、ロードヒーティングが連続的に設置された。第一期整備事業では断念されたロードヒーティングではあったが、リニューアル工事において実現した。

### バリアフリー（段差解消・視覚障害者誘導用ブロック）
第一期整備事業後、全面的に歩行者天国化されたのにもかかわらず、市民や商店街関係者を悩ませていた、旧歩道と旧車道間の縁石で生じた段差は、バリアフリーの観点からも、リニューアル工事時に全面的に解消されたことにより、平坦性が確保され、歩行性も大きく向上した。また同時に、バリアフリーの観点から、視覚障害者誘導用ブロックが連続的に設置された。

### 景観要素（電線地中化・路面・照明）
上空の電線については、電線共同溝方式により地中埋設化され、一段とすっきりした景観の街並みとなった。
路面は自然石・自然石風擬石で統一され、周辺建物と調和するグレー色を基調に、対角強調による配置で空間的な広がりを演出するようデザインされ、照明は淡いオレンジ系の色で足元に直接光源が当たる方式とされた。また、同じオレンジ系のフットライトも組み合わされた。光が直接当たる部分と暗い部分との差を発生させることにより、リズム感・アクセントのある空間を演出するよう狙ったものである。

### 商店街自体の街並みリニューアル
路面のリニューアル工事に合わせ、2000年10月6日に地元商店街が中心市街地活性化基本法に基づくTMO計画認定団体として認定され、商店街沿道における多くの店舗で外装改築（ファサード整備事業）が行われることとなり、一層綺麗な街並みが実現されることとなった。

## リニューアル期間中における「買物公園市民フォーラム」

### 市民フォーラム開催に至る経緯
リニューアル工事は1998年から開始されたが、計画区間約1 kmのうち約200 mまで整備が進んだ段階で、完成済のエリアを見た一部の市民から「リニューアル工事は何を目指しているのか」「買物公園の将来像がよくわからない」などの声があがった。工事完成区間を見て、初めてリニューアル工事の内容を知ったという市民が多かったのである。
そこで、事業途中の段階で2000年10月28日に買物公園の将来像について議論するために「買物公園を考える市民の集い」が開催された。この集会では「買物公園誕生時の理念が無視されている」「緑や水が少なく殺風景」「街路灯が暗い」「どうして彫刻を撤去するのか」など、リニューアル工事案への不満が市民から相次ぐ結果となった。そのため、2001年度の工事着手について一時延期する事態にまで発展した。。
2001年5月26日には、より広範囲な市民の参加を得て買物公園の将来像について改めて議論するために「買物公園市民フォーラム」が市内ホテルで開催されることになった。この市民フォーラムには約二百人近い市民が出席し、リニューアル工事の再考を求める「慎重派」とリニューアル工事の継続を求める「推進派」が数時間にわたって互いに意見をぶつけ合った。

### 「慎重派」の主張
リニューアル工事案は、前述のとおり平和通買物公園内において様々なイベント開催が可能となるよう、噴水・花壇・遊具などの空間（テラスゾーン）を思い切って割愛してしまった。そのようなこともあり、「買物公園誕生時の人間性回復という崇高な理念を軽視しているのでは」との疑念を「慎重派」市民に抱かせていた。「慎重派」市民にとっては、噴水・花壇・遊具などの公園・広場的な機能があってこその「日本初の恒久的歩行者天国（買物公園）」という強い思い入れがあったのである。そのため、「慎重派」市民は「水や緑が少なく殺風景」「事業を中断してでも話合うべきだ」などとリニューアル工事案の見直しを求める主張であった。また、リニューアル工事案の緊急車道は、従前の「緩やかな流線型」から「直線型」に変更されたことに加えて、幅員構成が従前の「左右非対称」から「左右対称」に見直されていた。そのため、歩くにつれて目に映る風景が少しずつ変わるということがなくなり、「直線型・左右対称は味気無い」「あまりにも機能的すぎ」「面白みに欠ける」との指摘もあった。

### 「推進派」の主張
リニューアル工事の「推進派」は、前述のとおりフリーマーケット・パレード・オープンカフェ・ストリートパフォーマンス等のイベントを自由自在に開催できる空間をできるだけ確保したいという思惑があった。そのため、花壇・遊具等の公園的な機能を排除して、「すっきりとした空間」を確保するような設計を市に求めていた。また「推進派」は、「空間をいかに活用するかが重要」「時には大胆に見直すことも必要」と主張していた。平和通買物公園誕生時に市長だった五十嵐広三は、買物公園完成時に「それぞれの時代の人が知恵を絞って見直してほしい」と発言していたが、「その意志を受け継ぎ、時代に合せて見直したい」との主張が「推進派」によって繰り広げられていた。その一方、「それは拡大解釈だ」と「慎重派」から反論された。

### 政治的な視点
平和通の恒久的歩行者天国（買物公園）化を1972年に実現させた五十嵐市長（当時）は、革新市政であった。そのため、平和通買物公園を「革新市政が残した遺産」としてとらえる向きも一部であり、一部「慎重派」市民の間に「革新市政時代の偉大な功績を消し去るため、公園的機能を排除するのか」との違った見方があったことも事実であった。リニューアル工事案に対する市民の評価・意見が分かれているという事情から、当時の菅原功一市長は困り果てたあげく、2000年8月のある日、旧市長の五十嵐を市役所に招いてアドバイスを求めた。すると、五十嵐は「（買物公園誕生まで）どういう歴史があったのかだけは分かってほしい。その認識の上に立って計画を考えてほしい。」と答え、その歴史や理念を伝えた。

### 市民フォーラムの結果
市民フォーラムで数時間に及ぶ激論になったが、明確な一致点に至ることはできず、物別れに終わった。ただ、フォーラム会場に居合せていた旭川観光協会の稲村健造会長（当時）は「これだけ議論を重ねたこと自体が旭川市民にとって大きな財産」と総括していた。数時間にも及ぶ激論は、確かに平和通買物公園に対する旭川市民の強い関心の裏返しであった。平和通買物公園を愛するがゆえの「賛成」「反対」であった。
結局、「推進派」が推す計画案に若干の修正が加えられてリニューアル工事が再開されることとなり、2002年度に事業が完了した。リニューアル工事の完了後、菅原市長は、旭川市発行の広報誌面上で「工事が終わって、ほっとした」という安堵感を包み隠さず明らかにしている。

## 商店街空洞化

### 歩行者通行量減少
近年は郊外型店舗の増加に伴い、平和通買物公園における歩行者通行量の減少が著しく、特に国道39号である4条通から8条通までの区間（いわゆる4条以北）では店舗の撤退が相次いでシャッター通り化がすすみ、商店街の空洞化が問題となっている。地元の商工会議所において定期的に歩行者通行量調査を行っており、その結果からも買物客が大きく減少しているとの現状が明らかになっている。特に4条通から8条通までの区間（4条以北）における歩行者通行量が非常に少ない。

路面リニューアル工事及び店舗外装改築（ファサード整備）により、景観的な向上が大きく図られたが、歩行者通行量の減少に歯止めがかからない状況が続いている。

### 自動車通行を求める意見
一部商店の間で「4条通から8条通までの区間（4条以北）だけでも自動車を通行可能にしてほしい」との声がくすぶっている。一方、「自動車通行により活性化するとは限らない」「そもそも魅力的な店が無い（無くなった）」との意見もある。
丸井今井については経営再建中だったが、2009年に自主再建を断念して民事再生法の適用を申請したことに伴い、同年7月20日に旭川店を閉店した。セブン&アイ・ホールディングスの傘下の西武百貨店では、旭川店を百貨店としての営業を終え、専門店やスーパーが入る複合施設などに業態転換する検討が始められていたことが2009年2月に明らかになったが、丸井今井が閉店を決めたことがわかると、採算が見込めると判断し存続を決めた。しかし2015年に開業したイオンモール旭川駅前に客足を奪われた結果、2016年9月30日をもって閉店に追い込まれた。このような状況を受け、一部区間への車両通行等も含めた平和通買物公園の見直しを求める意見が再燃している。

## 商店街空洞化の要因

### クルマ社会進展による郊外型店舗の台頭
郊外型店舗の増加は、主要幹線道路網の充実によるクルマ社会（モータリゼーション）進展と密接に関連している。旭川市内においては、1995年に旭川新道が開通し、1999年には旭川環状線が全線開通するなど、環状道路が着々と整備された。これらの道路整備により、道路交通の分散化が進み、都心部における渋滞緩和・交通円滑化に大きく寄与した。一方、これらの道路整備によって、旭川新道の近くにはイオン旭川西SC（現・イオンモール旭川西）やポスフール永山店（現・イオン永山店）等が立地し、また旭川環状線の近くにはウェスタンパワーズやあさひかわラーメン村等の店舗・飲食店が多数立地するなど、大規模小売店舗が郊外に立地しやすい環境が生まれるという皮肉な結果にもつながった。

### イオンの影響
旭川近郊の郊外型店舗の中でも、特にイオン旭川西ショッピングセンター（2004年開業、現・イオンモール旭川西）が平和通買物公園に与えた影響は非常に大きいと考えられている。テナント街・飲食店街が充実しており、買物客の店内滞在時間も比較的長くなる傾向にある。買物客に他の商店街・店舗へ「はしご」する時間的余裕を無くさせ、自店内で全ての買物・飲食等を完結させて帰宅させるのがイオングループの戦略と考えられている。
また、旭川初進出となるテナントを数多く店内に誘致したことで、多くの若者を集めている。他にも、旭川駅前から自店前まで無料バスを運行させることにより、マイカー未利用者まで集客していることも大きな特徴であった。鉄道・バスを利用して旭川駅前に来た買物客が、平和通買物公園に立ち寄らずにイオン旭川西店まで無料バスで直行するという現象が起きた。
旭川駅の駅ビルが建て替えられることに伴い、2015年3月に新駅ビル内にイオンモール旭川駅前がオープンした。これを契機に買物公園にも客足が戻るのではないかと期待する向きがある一方で、「買物客が駅から出なくなり、買物公園は壊滅する」として反発する業者も少なくない。

## 商店街空洞化の対策
交通計画・土地利用計画などの街づくりと一体となって中心市街地活性化を図ろうとの取組みが始まっている。高層住宅建設による「街なか居住」を進めて平和通買物公園周辺の都心部人口を増やす取組み等はその一つである。積雪寒冷地である旭川の住民においては、冬季に自宅玄関前等の除雪を日常的に行わなければならず、高齢者にとっては大変な負担・重労働となっている。そこで、「都心の高層集合住宅であれば、高齢になっても除雪の心配をしなくて済む」ということを「売り」に「街なか居住」が推進されており、都心回帰により中心市街地活性化を図る取組みが進められている。また、活性化の切り札として、超低速の電気自動車走行によるトランジットモール化が検討されていることが2010年2月に明らかになった。補助交通手段として、買物客・歩行者の移動を支援し、（前述した）南北格差の解消による活性化を目指すものである。日本初の恒久的歩行者天国である平和通買物公園において、新たな取組が成功するのかどうか、今後の行方が大いに注目されている。

## 旭川北の賑わい回廊社会実験（二度目の社会実験）

### 社会実験の概要
2005年8月8日〜9月7日の1か月及び2005年11月26日〜12月25日の1か月、平和通買物公園における歩行者空間等を活用して飲食物を提供する休憩所を設置するとともに、フリーマーケット、回遊を誘導する住民参加型イベントを実施する社会実験が行われた。社会実験は旭川商工会議所が代表となり、市・商店街等から構成される「旭川賑わいづくり実行委員会『旭川北の賑わい回廊』社会実験実行部会」が主体となって行われた。

### 二度目の社会実験実施の背景
1969年に一時的な歩行者天国（買物公園）化の社会実験が行われた平和通買物公園であったが、その36年後に賑わいを演出して活性化を図るために社会実験が再び実施されることとなった。この背景には、一昔前と異なり国も社会実験を積極的に支援するようになったことがある。国土交通省が「道」を活用した地域活性化の実験事業を制度化させており、この事業として認定を受けて実施された社会実験であった。
その他、この社会実験実施とほぼ同時期に、国は道路占用等の許可基準を規制緩和した。この措置により、地域活性化・賑わい創出が期待できる路上イベント等で、地方公共団体・地域住民・団体などが一体となって取り組むものについては、道路管理者側もより弾力的な対応が可能となった。既存の祭りのような「短期的な」イベントばかりでなく、「継続的・反復的な」道路活用がある程度可能となったのである。今回の社会実験による路上イベント開催は、規制緩和直後のモデルケースとも言えるものであった。

### 社会実験結果
実験効果として、歩行者交通量が最大2.5倍になり、利用者や周辺事業者に好評であった。イベント等による賑わい演出について、利用者アンケートからも「一時的なもの」ではなく「定期的継続」を求める声が強いことが明らかになった。一方、周辺事業者が顕著な売上の増加を実感するまでには至らなかった。この社会実験によって、「イベント開催で人通りは増える」「賑やかな雰囲気になる」ということが改めて明らかになった。一方では、「人通りが増えたのに期待したほど売上が増加していない」という声があったことも事実であった。なお、2005年の社会実験後も、平和通買物公園では、オープンカフェや朝市などのイベントが数多く開催されている。そのため、「道を活用した社会実験を支援」するとともに「規制緩和により地域活性化を期待できる路上イベント等を推進」するという国の狙いはある程度当たったとの声もある。

## 放置自転車問題
平和通買物公園周辺にはまとまった規模の自転車駐車場（駐輪場）が無いため、平和通買物公園路上における放置自転車が道路交通安全上支障となっており、歩行空間や美観を損ねるなど、大きな社会問題となっている。放置自転車はイベント開催時にも支障となっており、特に西武A館B館前は一千台近くの放置自転車であふれかえっている。

### 駐輪対策
旭川市は寒暖の差が激しい都市である。夏季は比較的温暖だが、冬季は日本有数の積雪寒冷地でもある。そのため、自転車の利用可能な期間が限られている。そのような地域事情から、これまでは放置自転車対策が後回しとされてきた。旭川駅周辺開発プロジェクト（北彩都あさひかわ）では、その一環で、旭川駅前広場内・鉄道高架下に一定規模の駐輪場を確保するよう検討されている。

## 沿道の店舗等
特記のない限り、2022年（令和4年）10月現在。

### 営業中の店舗
- A.s.h（アッシュ） 駐車場ビル
フィール旭川と地下連絡通路にて接続。買物客に開放している前面の大きなアトリウムが特徴。メインの自走式屋内駐車場は上層階で、その入口は1条通側ではなく2条通側にある。下層階はファッション、パチンコ、ファストフードといったテナントが入居。これらのテナントは1条通側からアクセス可能。
- アピスビル
複合施設。三愛会館として開業。テナントは飲食店、カラオケボックス。
- Feeeal旭川
旧丸井今井旭川店。90年代に増築リニューアルし、当時はルイ・ヴィトンの店舗を1階に配置していた。2011年6月にリニューアルオープンし、現在はジュンク堂書店、Seria、ベルシステム24他が入居。
- ツルハ旭川中央ビル
元西武百貨店旭川店A館跡地をツルハが取得したもの。2021年9月にドラッグストア・ビジネスホテル（ホテルアマネク）を中心とした17階建ての複合ビルとしてオープンした[77]。
- 旭川 Harete
杉村太蔵がプロデュースする飲食店街。2022年7月オープン。
- プレミスト旭川ザ・タワー
旭川では初となるタワーマンション。元!EXC（後述）だったビルを大和ハウス工業が取得し建替を行ったもので、地上25階建て、高さ約90m。1・2階部分は商業区画（ONE SEVEN）となっており、ベーカリーのコロコロやクリニックなどが入居している。

### 営業を休止・撤退した店舗
- 西武百貨店旭川店A館 百貨店（1978年9月15日 - 2016年9月30日閉店[65][66]）
旭川緑屋ショッピングセンターams旭川店として開業。現在の西武B館との連絡通路接続後はams館とされた。かつて全国各地にあったamsと名の付く商業施設は当店が発祥。後に旭川西武のA館として婦人服系を担当。前述の通り、閉店後は解体→建替を経て、現在のツルハ旭川中央ビルとなった。
- 西武百貨店旭川店B館 百貨店（1975年8月8日 - 2016年9月30日閉店[65][66]）
西友の百貨店事業部、西友西武の旭川西武として開業。連絡通路接続後は西武館と呼ばれていた。その後は西武B館として「Loft」「無印良品」といった大型テナントとメンズ系のフロアを主体としていた。こちらも建物は解体済みで、跡地は地元の建設会社・前田住設が取得した[78]。2021年現在は時間貸し駐車場となっている。
- !EXC 専門店ビル
エクスと読む。元々、長崎屋旭川店として開業。90年代の長崎屋の郊外移転に伴い、丸井今井系列の旭川マルサとして再開業。その後、マルサが閉店。ファッション系のテナントを主体とする現在の専門店ビルに再度リニューアルされた。しかしテナント撤退が相次ぎ、末期は1階のツルハドラッグのみが営業していた（2020年5月閉店）。その後ビル敷地を大和ハウス工業が取得し[79]、前述の「プレミスト旭川 ザ・タワー」が建設された。
- 旭川スガイビル
須貝興行（現：SDエンターテイメント）が手掛けた複合施設。1956年に設立した「旭川中央劇場」[注釈 10][81]を前身に、1971年オープン[82]。2スクリーンの映画館（グランドシネマ、シネマアポロン）や、ボウリング場、ゲームセンター、ライブハウス、カラオケボックス、ビリヤード場を擁した。2008年に営業を休止[83]し、2011年にビルを売却。その後ビルは取り壊され、2017年現在は時間貸し駐車場となっている。
- ゲオイエスビル
複合ビル。まるせん会館、まるせんデパートとして開業。後にそうご電器YES旭川店となるが、YESの郊外移転に伴い一時空きビルに。その後はゲオやゲオパーク旭川買物公園[83]等が入居していたが、2017年現在は駐車場となっている。
- マルカツデパート 寄合百貨店
1918年（大正7年）に松村呉服店として創業し、1936年（昭和11年）に丸勝松村百貨店となる[84]。1971年（昭和46年）にマルカツデパートに店名を変更[84]。21世紀にはいってから直営売場を廃止して百貨店でなくなり、寄合百貨店となった。所有権は米投資ファンドなどを経て、2021年3月から遠藤管財合同会社に移った[84]。老朽化により2025年までに閉店して解体される予定だったが、2022年に入って水漏れが発生したため閉店時期は前倒しされ[84]、運営会社の不祥事なども重なり2022年10月5日をもって完全閉店した。
- オクノ ファッションビル
そうごデパートとして開業。道北のファッションの拠点となっていたが、2022年10月からは全テナントを1・5・6階の3フロアに集約して縮小営業体制に入ったが、2025年7月末に閉館し、ビルは解体される予定[85][86]。2025年4月には、施設を運営していたオクノ・リテールが旭川地方裁判所から特別清算の開始決定を受けている[87]。

## 野外彫刻

手（手の噴水）

旭川は芸術の街、彫刻の街。平和通買物公園には次のとおり多くの彫刻作品が配置され、市民の目を楽しませている。
- 『座標／作者：多田美波』 - 高さ約28 mの巨大なクエスチョンマーク型の彫刻。ステンレス製。
- 『若い女／作者：佐藤忠良』 - 中原悌二郎賞を受賞したこともある佐藤忠良の作品。
- 『サキソフォン吹きと猫／作者：黒川晃彦』－サキソフォン吹きとそれを見つめる猫の組合せが印象的な彫刻。
- 『若い女・夏／作者：佐藤忠良』 - 中原悌二郎賞を受賞したこともある佐藤忠良の作品。
- 『開拓のイメージ／作者：中井延也』 - 高さ約21 mの鉄製彫刻。
- 『鳥人譜／作者：一色邦彦』。
- 『手／作者：木内禮智』[注釈 11] - 「手の噴水」としてあまりにも有名。

- 手（手の噴水）